# Подгородне-Петровская волость
Подгоро́дне-Петро́вская во́лость — административная единица Симферопольского уезда Таврической губернии, образованная после земской реформы 1890-х годов, в основном, на территории и из деревень Сарабузской волости. Располагалась в центре уезда, объединяя населённые пункты вокруг Симферополя, в основном в верхней и средней части долины Салгира. Граничила на востоке с Алуштинской волостью Ялтинского уезда, на юге — с Тав-Бадракской, на западе — с Булганакской волостью, на северо-западе — с землями Евпаторийского уезда и на севере — с Зуйской волостью.

## Состояние волости на 1915 год
По Статистическому справочнику Таврической губернии. Ч. II-я. Статистический очерк, выпуск шестой Симферопольский уезд, 1915 год, в Подгородне-Петровской волости Симферопольского уезда числилось 277 различных поселений, из них 2 села, 60 деревень, большое количество экономий и хуторов (многие из них без населения), 3 кирпичных завода (с посёлками для рабочих), а также железнодорожную станцию Сарабуз, почтово-дорожную станцию Таушан-Базар, с населением в количестве 3381 человек приписных жителей и 8123 — «посторонних»
Волость просуществовала до советских административных реформ начала 1921 года и включена в состав вновь созданного Подгородне-Петровского района Крымской АССР.